# Gerstetten
Gerstetten er en kommune i Landkreis Heidenheim i den østlige del af den tyske delstat Baden-Württemberg i det sydlige Tyskland.
Gerstetten ligger i Schwäbische Alb og er efter Baiersbronn i Schwarzwald den arealmæssigt største kommune i Baden-Württemberg uden stadsret.
I kommunen ligger landsbyerne:
- Gerstetten (indb: 6.265)
- Dettingen (indb: 2.042, indlemmet i 1972)
- Gussenstadt (indb: 1.533, indlemmet i 1971)
- Heldenfingen (indb: 1.052, indlemmet i 1971)
- Heuchlingen (indb: 924, indlemmet i 1974)
- Heuchstetten (indb: 137)
- and Sontbergen (indb: 56, indlemmet i 1974).

Det samlede indbyggertal var i 2008 på 11.820 indbyggere .